# Elezioni comunali in Campania del 1994
Le elezioni comunali in Campania del 1994 si tennero il 12 giugno (con ballottaggio il 26 giugno) e il 20 novembre (con ballottaggio il 4 dicembre).

## Elezioni del giugno 1994

### Provincia di Napoli

#### Caivano
| Candidati                     | Candidati                              | Voti                 | %     | Liste                              | Voti   | %     | Seggi |
| ----------------------------- | -------------------------------------- | -------------------- | ----- | ---------------------------------- | ------ | ----- | ----- |
|                               | Francesco Russo Accede al ballottaggio | 7.049                | 36,07 | Partito Democratico della Sinistra | 3.512  | 19,11 | 10    |
| Insieme per Caivano           | Francesco Russo Accede al ballottaggio | 7.049                | 36,07 | 1.764                              | 9,60   | 5     |       |
| Tigre Risveglio               | Francesco Russo Accede al ballottaggio | 7.049                | 36,07 | 672                                | 3,66   | 2     |       |
| Rifondazione Comunista        | Francesco Russo Accede al ballottaggio | 7.049                | 36,07 | 645                                | 3,51   | 1     |       |
|                               | Giacinto Russo Accede al ballottaggio  | 5.027                | 25,72 | Partito Popolare Italiano          | 2.500  | 13,61 | 2     |
| Partito Repubblicano Italiano | Giacinto Russo Accede al ballottaggio  | 5.027                | 25,72 | 1.678                              | 9,13   | 2     |       |
| Seggio di coalizione          | Seggio di coalizione                   | Seggio di coalizione | 25,72 | 1                                  |        |       |       |
|                               | Giovanni Lizzi                         | 3.626                | 18,55 | Alleanza Nazionale                 | 2.061  | 11,22 | 1     |
| Forza Italia                  | Giovanni Lizzi                         | 3.626                | 18,55 | 1.632                              | 8,88   | 1     |       |
| Seggio di coalizione          | Seggio di coalizione                   | Seggio di coalizione | 18,55 | 1                                  |        |       |       |
|                               | Raffaele Del Gaudio                    | 2.488                | 12,73 | Forza Caivano Democratica          | 2.406  | 13,09 | 2     |
|                               | Aldo Russo                             | 1.352                | 6,92  | Centro Cristiano Democratico       | 1.505  | 8,19  | 1     |
| Totale                        | Totale                                 | 19.542               | 100   |                                    | 18.375 | 100   | 30    |

#### Cercola
| Candidati                   | Candidati                              | Voti  | %     | Liste                                             | Voti  | %     | Seggi |
| --------------------------- | -------------------------------------- | ----- | ----- | ------------------------------------------------- | ----- | ----- | ----- |
|                             | Ciro Maglione Accede al ballottaggio   | 3.795 | 39,97 | Partito Democratico della Sinistra                | 1.558 | 17,31 | 6     |
| Partito Socialista Italiano | Ciro Maglione Accede al ballottaggio   | 3.795 | 39,97 | 904                                               | 10,05 | 3     |       |
| Rifondazione Comunista      | Ciro Maglione Accede al ballottaggio   | 3.795 | 39,97 | 589                                               | 6,55  | 2     |       |
| Lista Aperta                | Ciro Maglione Accede al ballottaggio   | 3.795 | 39,97 | 472                                               | 5,25  | 1     |       |
|                             | Oreste Lauretta Accede al ballottaggio | 1.724 | 18,16 | Progressisti                                      | 1.676 | 18,62 | 2     |
|                             | Cesare Beretta                         | 1.387 | 14,61 | Forza Italia-Alleanza Nazionale-Uniti per Cercola | 1.317 | 14,63 | 2     |
|                             | Salvatore Calvanese                    | 1.325 | 13,96 | Progetto Cercola                                  | 1.319 | 14,66 | 2     |
|                             | Achille De Simone                      | 717   | 7,55  | Alleanza Vesuviana                                | 602   | 6,69  | 1     |
|                             | Vittorio Capezzuto                     | 546   | 5,75  | Humanitas                                         | 562   | 6,25  | 1     |
| Totale                      | Totale                                 | 9.494 | 100   |                                                   | 8.999 | 100   | 20    |

#### Ischia
| Candidati             | Candidati                             | Voti                 | %     | Liste                              | Voti   | %     | Seggi |
| --------------------- | ------------------------------------- | -------------------- | ----- | ---------------------------------- | ------ | ----- | ----- |
|                       | Giovanni Buono Accede al ballottaggio | 4.592                | 39,73 | Forza Italia                       | 2.470  | 22,52 | 6     |
| Alleanza Nazionale    | Giovanni Buono Accede al ballottaggio | 4.592                | 39,73 | 1.345                              | 12,27  | 3     |       |
| Uniti per Ischia      | Giovanni Buono Accede al ballottaggio | 4.592                | 39,73 | 837                                | 7,63   | 2     |       |
|                       | Luigi Osterini Accede al ballottaggio | 3.886                | 33,57 | Fratellanza e Lavoro               | 2.612  | 23,82 | 3     |
| Nuovi Orizzonti       | Luigi Osterini Accede al ballottaggio | 3.886                | 33,57 | 1.397                              | 12,74  | 2     |       |
| Seggio di coalizione  | Seggio di coalizione                  | Seggio di coalizione | 33,57 | 1                                  |        |       |       |
|                       | Francesco Zabatta                     | 2.613                | 22,57 | Isola Serenissima                  | 871    | 7,94  | 1     |
| Ischia Nuova          | Francesco Zabatta                     | 2.613                | 22,57 | 735                                | 6,70   | 1     |       |
| Rinascita e Progresso | Francesco Zabatta                     | 2.613                | 22,57 | 427                                | 3,89   | -     |       |
| Seggio di coalizione  | Seggio di coalizione                  | Seggio di coalizione | 22,57 | 1                                  |        |       |       |
|                       | Giuseppe Onorato                      | 486                  | 4,20  | Turismo Lavoro Ambiente per Ischia | 272    | 2,48  | -     |
| Totale                | Totale                                | 11.567               | 100   |                                    | 10.966 | 100   | 20    |

#### Marigliano
| Candidati                          | Candidati                            | Voti                 | %     | Liste                                       | Voti   | %     | Seggi |
| ---------------------------------- | ------------------------------------ | -------------------- | ----- | ------------------------------------------- | ------ | ----- | ----- |
|                                    | Michele Nappi Accede al ballottaggio | 4.053                | 23,51 | Alleanza Nazionale                          | 2.171  | 13,61 | 7     |
| Forza Italia                       | Michele Nappi Accede al ballottaggio | 4.053                | 23,51 | 1.534                                       | 9,62   | 5     |       |
|                                    | Luigi Allocca Accede al ballottaggio | 4.767                | 27,65 | Partito Popolare Italiano                   | 3.178  | 19,92 | 2     |
| Partito Democratico della Sinistra | Luigi Allocca Accede al ballottaggio | 4.767                | 27,65 | 1.498                                       | 9,39   | -     |       |
| Seggio di coalizione               | Seggio di coalizione                 | Seggio di coalizione | 27,65 | 1                                           |        |       |       |
|                                    | Giuseppe Di Palma                    | 2.598                | 15,07 | Voce della Città-Il Risveglio della Libertà | 1.350  | 8,46  | 1     |
| Centro Cristiano Democratico       | Giuseppe Di Palma                    | 2.598                | 15,07 | 1.002                                       | 6,28   | -     |       |
| Seggio di coalizione               | Seggio di coalizione                 | Seggio di coalizione | 15,07 | 1                                           |        |       |       |
|                                    | Luigi Pesce                          | 2.204                | 12,78 | Città Mia                                   | 2.009  | 12,60 | 1     |
|                                    | Salvatore Esposito                   | 1.829                | 10,61 | Rifondazione Comunista                      | 933    | 5,85  | -     |
| Federazione dei Verdi              | Salvatore Esposito                   | 1.829                | 10,61 | 483                                         | 3,03   | -     |       |
| Seggio di coalizione               | Seggio di coalizione                 | Seggio di coalizione | 10,61 | 1                                           |        |       |       |
|                                    | Claudio Oranges                      | 1.790                | 10,38 | Alternativa Democratica-Pro Marigliano      | 1.792  | 11,24 | 1     |
| Totale                             | Totale                               | 17.241               | 100   |                                             | 15.950 | 100   | 20    |

## Elezioni del novembre 1994

### Provincia di Napoli

#### Cardito
| Candidati                          | Candidati                                   | Voti                 | %     | Liste              | Voti   | %     | Seggi |
| ---------------------------------- | ------------------------------------------- | -------------------- | ----- | ------------------ | ------ | ----- | ----- |
|                                    | Francesco D'Agostino Accede al ballottaggio | 4.552                | 38,41 | Lista Civica       | 2.566  | 22,77 | 7     |
| Lista Civica                       | Francesco D'Agostino Accede al ballottaggio | 4.552                | 38,41 | 1.011              | 8,97   | 3     |       |
| Lista Civica                       | Francesco D'Agostino Accede al ballottaggio | 4.552                | 38,41 | 705                | 6,26   | 2     |       |
|                                    | Elena Parrella Accede al ballottaggio       | 4.486                | 37,86 | Lista Civica       | 1.466  | 13,01 | 2     |
| Partito Popolare Italiano          | Elena Parrella Accede al ballottaggio       | 4.486                | 37,86 | 1.244              | 11,04  | 1     |       |
| Partito Democratico della Sinistra | Elena Parrella Accede al ballottaggio       | 4.486                | 37,86 | 913                | 8,10   | 1     |       |
| Lista Civica                       | Elena Parrella Accede al ballottaggio       | 4.486                | 37,86 | 628                | 5,57   | -     |       |
| Partito Socialista Italiano        | Elena Parrella Accede al ballottaggio       | 4.486                | 37,86 | 338                | 3,00   | -     |       |
| Seggio di coalizione               | Seggio di coalizione                        | Seggio di coalizione | 37,86 | 1                  |        |       |       |
|                                    | Giovanni De Stefano                         | 2.812                | 23,73 | Alleanza Nazionale | 1.101  | 9,77  | 1     |
| Forza Italia                       | Giovanni De Stefano                         | 2.812                | 23,73 | 687                | 6,10   | 1     |       |
| Centro Cristiano Democratico       | Giovanni De Stefano                         | 2.812                | 23,73 | 611                | 5,42   | -     |       |
| Seggio di coalizione               | Seggio di coalizione                        | Seggio di coalizione | 23,73 | 1                  |        |       |       |
| Totale                             | Totale                                      | 11.850               | 100   |                    | 11.270 | 100   | 20    |

#### Casoria
| Candidati                 | Candidati                                 | Voti                 | %     | Liste                                          | Voti   | %     | Seggi |
| ------------------------- | ----------------------------------------- | -------------------- | ----- | ---------------------------------------------- | ------ | ----- | ----- |
|                           | Salvatore Graziuso Accede al ballottaggio | 15.817               | 40,02 | Patto per il Progresso                         | 8.966  | 24,79 | 11    |
| Lista per Casoria Unita   | Salvatore Graziuso Accede al ballottaggio | 15.817               | 40,02 | 5.908                                          | 16,34  | 7     |       |
|                           | Armando De Rosa Accede al ballottaggio    | 9.992                | 25,28 | Partito Democratico della Sinistra             | 4.170  | 11,53 | 2     |
| Partito Popolare Italiano | Armando De Rosa Accede al ballottaggio    | 9.992                | 25,28 | 4.074                                          | 11,27  | 2     |       |
| Federazione dei Verdi     | Armando De Rosa Accede al ballottaggio    | 9.992                | 25,28 | 1.673                                          | 4,63   | 1     |       |
| Seggio di coalizione      | Seggio di coalizione                      | Seggio di coalizione | 25,28 | 1                                              |        |       |       |
|                           | Raffaele Imondi                           | 8.367                | 21,17 | Alleanza Nazionale                             | 3.605  | 9,97  | 2     |
| Forza Italia              | Raffaele Imondi                           | 8.367                | 21,17 | 3.218                                          | 8,90   | 1     |       |
| Seggio di coalizione      | Seggio di coalizione                      | Seggio di coalizione | 21,17 | 1                                              |        |       |       |
|                           | Celestino Manfredi                        | 3.371                | 8,39  | Movimento Popolare Progressista-Lista Manfredi | 2.462  | 6,81  | 1     |
|                           | Bartolo Giuseppe Senatore                 | 2.032                | 5,14  | Partito della Rifondazione Comunista           | 2.085  | 5,77  | 1     |
| Totale                    | Totale                                    | 39.525               | 100   |                                                | 36.161 | 100   | 30    |

#### Quarto
| Candidati                            | Candidati                                                  | Voti                 | %     | Liste                              | Voti   | %     | Seggi |
| ------------------------------------ | ---------------------------------------------------------- | -------------------- | ----- | ---------------------------------- | ------ | ----- | ----- |
|                                      | Antonio Ciraci Accede al ballottaggio                      | 6.691                | 36,43 | Partito Democratico della Sinistra | 4.884  | 28,28 | 17    |
| Partito della Rifondazione Comunista | Antonio Ciraci Accede al ballottaggio                      | 6.691                | 36,43 | 525                                | 3,04   | 1     |       |
| Verdi Arcobaleno                     | Antonio Ciraci Accede al ballottaggio                      | 6.691                | 36,43 | 213                                | 1,23   | -     |       |
| La Rete                              | Antonio Ciraci Accede al ballottaggio                      | 6.691                | 36,43 | 130                                | 0,75   | -     |       |
|                                      | Leopoldo Carlo Carandente Tartaglia Accede al ballottaggio | 5.841                | 31,80 | Viva Quarto                        | 3.154  | 18,26 | 3     |
| Federazione Laburista                | Leopoldo Carlo Carandente Tartaglia Accede al ballottaggio | 5.841                | 31,80 | 1.493                              | 8,64   | 1     |       |
| Partito Popolare Italiano            | Leopoldo Carlo Carandente Tartaglia Accede al ballottaggio | 5.841                | 31,80 | 1.135                              | 6,57   | 1     |       |
| Seggio di coalizione                 | Seggio di coalizione                                       | Seggio di coalizione | 31,80 | 1                                  |        |       |       |
|                                      | Luigi Baiano                                               | 5.160                | 28,09 | Forza Italia                       | 2.409  | 13,95 | 3     |
| Centro Cristiano Democratico         | Luigi Baiano                                               | 5.160                | 28,09 | 1.505                              | 8,71   | 1     |       |
| Alleanza Nazionale                   | Luigi Baiano                                               | 5.160                | 28,09 | 1.136                              | 6,58   | 1     |       |
| Seggio di coalizione                 | Seggio di coalizione                                       | Seggio di coalizione | 28,09 | 1                                  |        |       |       |
|                                      | Gaetano Montefusco                                         | 677                  | 3,69  | Helios Quarto                      | 687    | 3,98  | -     |
| Totale                               | Totale                                                     | 18.369               | 100   |                                    | 17.271 | 100   | 30    |

### Provincia di Caserta

#### Aversa
| Candidati                            | Candidati                   | Voti                 | %     | Liste                        | Voti   | %     | Seggi |
| ------------------------------------ | --------------------------- | -------------------- | ----- | ---------------------------- | ------ | ----- | ----- |
|                                      | Raffaele Ferrara ✔️ Sindaco | 17.193               | 55,71 | Movimento Insieme per Aversa | 9.284  | 31,98 | 11    |
| Unità Democratica per Aversa         | Raffaele Ferrara ✔️ Sindaco | 17.193               | 55,71 | 3.503                        | 12,11  | 4     |       |
| Partito della Rifondazione Comunista | Raffaele Ferrara ✔️ Sindaco | 17.193               | 55,71 | 2.686                        | 9,25   | 3     |       |
|                                      | Paolo Santulli              | 12.682               | 41,07 | Partito Popolare Italiano    | 4.226  | 14,56 | 4     |
| Alleanza Nazionale                   | Paolo Santulli              | 12.682               | 41,07 | 4.067                        | 14,01  | 3     |       |
| Forza Italia                         | Paolo Santulli              | 12.682               | 41,07 | 3.060                        | 10,54  | 3     |       |
| Centro Cristiano Democratico         | Paolo Santulli              | 12.682               | 41,07 | 1.181                        | 4,07   | 1     |       |
| Seggio di coalizione                 | Seggio di coalizione        | Seggio di coalizione | 41,07 | 1                            |        |       |       |
|                                      | Nicola De Simone            | 994                  | 3,22  | Noi Cittadini Europei        | 1.011  | 3,48  | -     |
| Totale                               | Totale                      | 28.794               | 100   |                              | 28.060 | 100   | 30    |

#### Maddaloni
| Candidati                            | Candidati                     | Voti                 | %     | Liste                              | Voti   | %     | Seggi |
| ------------------------------------ | ----------------------------- | -------------------- | ----- | ---------------------------------- | ------ | ----- | ----- |
|                                      | Gaetano Pascarella ✔️ Sindaco | 11.333               | 50,73 | Partito Democratico della Sinistra | 3.371  | 15,74 | 6     |
| Partito della Rifondazione Comunista | Gaetano Pascarella ✔️ Sindaco | 11.333               | 50,73 | 3.018                              | 14,09  | 5     |       |
| Lista Civica                         | Gaetano Pascarella ✔️ Sindaco | 11.333               | 50,73 | 2.307                              | 10,77  | 4     |       |
| Lista Civica                         | Gaetano Pascarella ✔️ Sindaco | 11.333               | 50,73 | 1.178                              | 5,50   | 2     |       |
| Partito Socialista Italiano          | Gaetano Pascarella ✔️ Sindaco | 11.333               | 50,73 | 734                                | 3,43   | 1     |       |
|                                      | Claudio Marone                | 6.866                | 30,73 | Alleanza Nazionale                 | 4.005  | 18,70 | 4     |
| Forza Italia                         | Claudio Marone                | 6.866                | 30,73 | 1.521                              | 7,10   | 1     |       |
| Seggio di coalizione                 | Seggio di coalizione          | Seggio di coalizione | 30,73 | 1                                  |        |       |       |
|                                      | Antonio Cerreto               | 3.270                | 14,64 | Partito Popolare Italiano          | 4.092  | 19,10 | 5     |
|                                      | Armando Albini                | 872                  | 3,90  | Federazione Uomini Liberi          | 1.194  | 5,57  | -     |
| Totale                               | Totale                        | 22.341               | 100   |                                    | 21.420 | 100   | 30    |

### Provincia di Salerno

#### Battipaglia
| Candidati                    | Candidati                            | Voti                 | %     | Liste                                    | Voti   | %     | Seggi |
| ---------------------------- | ------------------------------------ | -------------------- | ----- | ---------------------------------------- | ------ | ----- | ----- |
|                              | Fernando Zara Accede al ballottaggio | 13.504               | 44,47 | Alleanza Nazionale                       | 6.055  | 21,11 | 8     |
| Centro Cristiano Democratico | Fernando Zara Accede al ballottaggio | 13.504               | 44,47 | 3.952                                    | 13,78  | 5     |       |
| Forza Italia                 | Fernando Zara Accede al ballottaggio | 13.504               | 44,47 | 3.442                                    | 12,00  | 5     |       |
|                              | Rosa Barra Accede al ballottaggio    | 5.437                | 17,91 | Solidarietà e Progresso                  | 2.953  | 10,30 | 3     |
| Patto Segni                  | Rosa Barra Accede al ballottaggio    | 5.437                | 17,91 | 953                                      | 3,32   | -     |       |
| Seggio di coalizione         | Seggio di coalizione                 | Seggio di coalizione | 17,91 | 1                                        |        |       |       |
|                              | Valente Nicastro                     | 3.935                | 12,96 | Forza Battipaglia                        | 2.229  | 7,77  | 1     |
| Alleanza per Battipaglia     | Valente Nicastro                     | 3.935                | 12,96 | 1.533                                    | 5,35   | 1     |       |
| Seggio di coalizione         | Seggio di coalizione                 | Seggio di coalizione | 12,96 | 1                                        |        |       |       |
|                              | Carlo Crudele                        | 2.982                | 9,82  | Partito Popolare Italiano                | 3.146  | 10,97 | 3     |
|                              | Raffaele Petrone                     | 1.762                | 5,80  | Battipaglia Libera                       | 1.376  | 4,80  | 1     |
|                              | Gaetano Barbato                      | 1.281                | 4,22  | Movimento Uniti per Battipaglia          | 1.606  | 5,60  | 1     |
|                              | Giuseppe D'Elia                      | 916                  | 3,02  | La Voce del Popolo-Movimento Democratico | 836    | 2,92  | -     |
|                              | Sandra Iacobacci                     | 282                  | 0,93  | Gioventù Battipagliese                   | 333    | 1,16  | -     |
|                              | Lorenzo Ricciardi                    | 266                  | 0,88  | Pace Lavoro Famiglia                     | 263    | 0,92  | -     |
| Totale                       | Totale                               | 30.365               | 100   |                                          | 28.677 | 100   | 30    |

#### Pagani
| Candidati                    | Candidati                                | Voti                 | %     | Liste                     | Voti   | %     | Seggi |
| ---------------------------- | ---------------------------------------- | -------------------- | ----- | ------------------------- | ------ | ----- | ----- |
|                              | Antonio Donato Accede al ballottaggio    | 5.183                | 25,12 | Progressisti              | 4.237  | 21,24 | 9     |
|                              | Gerardo De Prisco Accede al ballottaggio | 7.377                | 35,75 | Forza Italia              | 3.089  | 15,49 | 3     |
| Alleanza Nazionale           | Gerardo De Prisco Accede al ballottaggio | 7.377                | 35,75 | 2.997                     | 15,03  | 3     |       |
| Centro Cristiano Democratico | Gerardo De Prisco Accede al ballottaggio | 7.377                | 35,75 | 2.319                     | 11,63  | 3     |       |
| Seggio di coalizione         | Seggio di coalizione                     | Seggio di coalizione | 35,75 | 1                         |        |       |       |
|                              | Francesco Cicalese                       | 3.996                | 19,37 | Partito Popolare Italiano | 2.619  | 13,13 | 5     |
| Polo del Rinnovamento        | Francesco Cicalese                       | 3.996                | 19,37 | 1.625                     | 8,15   | 1     |       |
| Seggio di coalizione         | Seggio di coalizione                     | Seggio di coalizione | 19,37 | 1                         |        |       |       |
|                              | Dino Malet                               | 2.217                | 10,74 | Città Nuova               | 1.530  | 7,67  | 1     |
|                              | Gaetano Petti                            | 1.862                | 9,02  | Patto Segni               | 1.530  | 7,67  | 3     |
| Totale                       | Totale                                   | 20.635               | 100   |                           | 19.946 | 100   | 30    |

#### Pontecagnano Faiano
| Candidati                    | Candidati                                  | Voti                 | %     | Liste                              | Voti   | %     | Seggi |
| ---------------------------- | ------------------------------------------ | -------------------- | ----- | ---------------------------------- | ------ | ----- | ----- |
|                              | Michele Pappalardo Accede al ballottaggio  | 5.271                | 37,70 | Forza Italia                       | 2.028  | 15,39 | 5     |
| Alleanza Nazionale           | Michele Pappalardo Accede al ballottaggio  | 5.271                | 37,70 | 1.780                              | 13,50  | 4     |       |
| Centro Cristiano Democratico | Michele Pappalardo Accede al ballottaggio  | 5.271                | 37,70 | 1.495                              | 11,34  | 3     |       |
|                              | Giovanni Robertazzi Accede al ballottaggio | 3.378                | 24,16 | Partito Democratico della Sinistra | 2.265  | 17,18 | 2     |
| Rifondazione Comunista       | Giovanni Robertazzi Accede al ballottaggio | 3.378                | 24,16 | 792                                | 6,01   | -     |       |
| Seggio di coalizione         | Seggio di coalizione                       | Seggio di coalizione | 24,16 | 1                                  |        |       |       |
|                              | Giovanni Ferro                             | 1.956                | 13,99 | Progressisti-Altri                 | 960    | 7,28  | 1     |
| Partito Popolare Italiano    | Giovanni Ferro                             | 1.956                | 13,99 | 754                                | 5,72   | -     |       |
| Seggio di coalizione         | Seggio di coalizione                       | Seggio di coalizione | 13,99 | 1                                  |        |       |       |
|                              | Ernesto Sica                               | 1.054                | 7,54  | Progetto Picentino                 | 1.035  | 7,85  | 1     |
|                              | Carmine Sica                               | 1.041                | 9,02  | Dalla Parte della Gente            | 950    | 7,21  | 1     |
|                              | Mario Carugno                              | 911                  | 6,52  | Per la Città in Amicizia           | 783    | 5,94  | 1     |
|                              | Silvio Citro                               | 369                  | 2,64  | Realtà Picentini                   | 339    | 2,57  | -     |
| Totale                       | Totale                                     | 13.980               | 100   |                                    | 13.181 | 100   | 20    |

#### Scafati
| Candidati              | Candidati                              | Voti                 | %     | Liste                              | Voti   | %     | Seggi |
| ---------------------- | -------------------------------------- | -------------------- | ----- | ---------------------------------- | ------ | ----- | ----- |
|                        | Nicola Pesce Accede al ballottaggio    | 9.001                | 34,06 | Partito Democratico della Sinistra | 4.068  | 15,78 | 6     |
| Unione Democratica     | Nicola Pesce Accede al ballottaggio    | 9.001                | 34,06 | 2.176                              | 8,44   | 3     |       |
| Rifondazione Comunista | Nicola Pesce Accede al ballottaggio    | 9.001                | 34,06 | 997                                | 3,87   | 1     |       |
|                        | Antonio Accardi Accede al ballottaggio | 11.462               | 43,37 | Centro Cristiano Democratico       | 4.783  | 18,56 | 4     |
| Alleanza Nazionale     | Antonio Accardi Accede al ballottaggio | 11.462               | 43,37 | 4.069                              | 15,79  | 4     |       |
| Forza Italia           | Antonio Accardi Accede al ballottaggio | 11.462               | 43,37 | 3.906                              | 15,16  | 3     |       |
| Seggio di coalizione   | Seggio di coalizione                   | Seggio di coalizione | 43,37 | 1                                  |        |       |       |
|                        | Filomena D'Aniello                     | 2.995                | 11,33 | Uniti per Scafati                  | 2.429  | 9,42  | 2     |
| Seggio di coalizione   | Seggio di coalizione                   | Seggio di coalizione | 11,33 | 1                                  |        |       |       |
|                        | Giulia Miniero                         | 2.972                | 11,24 | Partito Popolare Italiano          | 3.344  | 12,98 | 4     |
| Seggio di coalizione   | Seggio di coalizione                   | Seggio di coalizione | 11,24 | 1                                  |        |       |       |
| Totale                 | Totale                                 | 26.430               | 100   |                                    | 25.772 | 100   | 30    |